# Csunghu
A csunghu (中胡, zhonghu) egy kéthúros vonós hangszer mély, borongós, de lágy hanggal. Nevében a hu (胡) szótag jelöli, hogy a hu-csin (huqin) csoportba tartozó  kínai hangszer. Rokonhangszereinél (az erhunál, kao-hunál (gaohunál) és a csinghunál (jinghunál)) jóval mélyebb hangot ad ki.
Eredete 1104 körülre, a Szung-dinasztia (Sung-dinasztia) korára visszavezethető, mai formáját az 1940-es évek-ben kapta.
A hangszer nyakát denevér- vagy sárkányfej formájúra faragják ki, a nyak tövében pedig egy kígyóbőrrel bevont kör vagy nyolcszög keresztmetszetű henger alakú fadoboz található, amely mint rezonátor üzemel. Ez a doboz valamivel nagyobb, mint az erhué. A két húr egymástól kvint távolságban A-E vagy G-D hangra van hangolva. Mivel a húrok hangja ujjal nem módosítható, a hang megváltoztatásához a húrok nyomását kell változtatni a vonóval.
A csunghu (zhonghu)t mind együttesekben, mind zenei kíséretnek, mind szólóban széles körben használják Kínában.